# فؤش (مسلسل)
فؤش مسلسل مصري من نوع كوميديا الموقف. أنتج عام 2009، وهو من تأليف عمرو الطاروطي وإخراج أحمد سمير فرج.

## القصة
يعيش "فؤش" مع والده طولون في منطقة شعبية يكثر فيها الانحراف والبلطجة حتى صارت له هيبته بين أبناء المنطقة ولكن سرعان ما يقرر أن يعود إلى صوابه ويكرس وقته للدفاع عن أصحاب الحقوق.

## الممثلين
- أحمد رزق: فؤش
- لطفى لبيب: والد فؤش
- فرح يوسف: (فلة)
- درة زروق
- عبد الله مشرف
- معتز التوني
- حمدي عباس
- يوسف عيد
- عهدى صادق
- على حسنين
- نهير أمين
- مراد فكري صادق: عاطف سرينه
- فراج علي

## فريق العمل
- الإخراج: أحمد سمير فرج (إخراج)
- المخرج المنفذ: أحمد الشرقاوى
- المخرج المساعد: أحمد عبد الله
- التأليف:
- ولاء شريف (الإشراف على الكتابة والشخصيات)
- أحمد مكي (فكرة)